# Ruth Williams Khama
Ruth Williams Khama, Lady Khama (n. 9 decembrie 1923 – d. 22 mai 2002) a fost soția lui Seretse Khama, primul președinte al republicii Botswana. A fost Prima Doamnă din Botswana din 1966 până în 1980. Este considerată una dintre femeile africane cu influență deosebită asupra istoriei.

## Biografie
Lady Khama, numele inițial de Ruth Williams, s-a născut în sudul Londrei, Meadowcourt Road, Blackheath. Născută în Londra, ca fiică a unui fost ofițer al armatei britanice din India, a bulversat lumea întreagă prin căsătoria interrasială cu Seretse Khama, astfel că cei au fost nevoiți ca o perioadă să locuiască în exil în Anglia până în 1956.
În calitate de primă doamnă a Botswanei, a fost activă pe scena politică.
După decesul soțului, devine președinta organizației Crucea Roșie din țară.
Filmul A Marriage of Inconvenience, lansat în 1990, și bazat pe cartea omonimă a lui Michael Dutfield, relatează viața sa.